# Lockport (Illinois)
Lockport è un comune degli Stati Uniti d'America, situato nell'Illinois, nella contea di Will. Si trova a circa 30 miglia a sud-ovest di Chicago.